# Keila-Joa

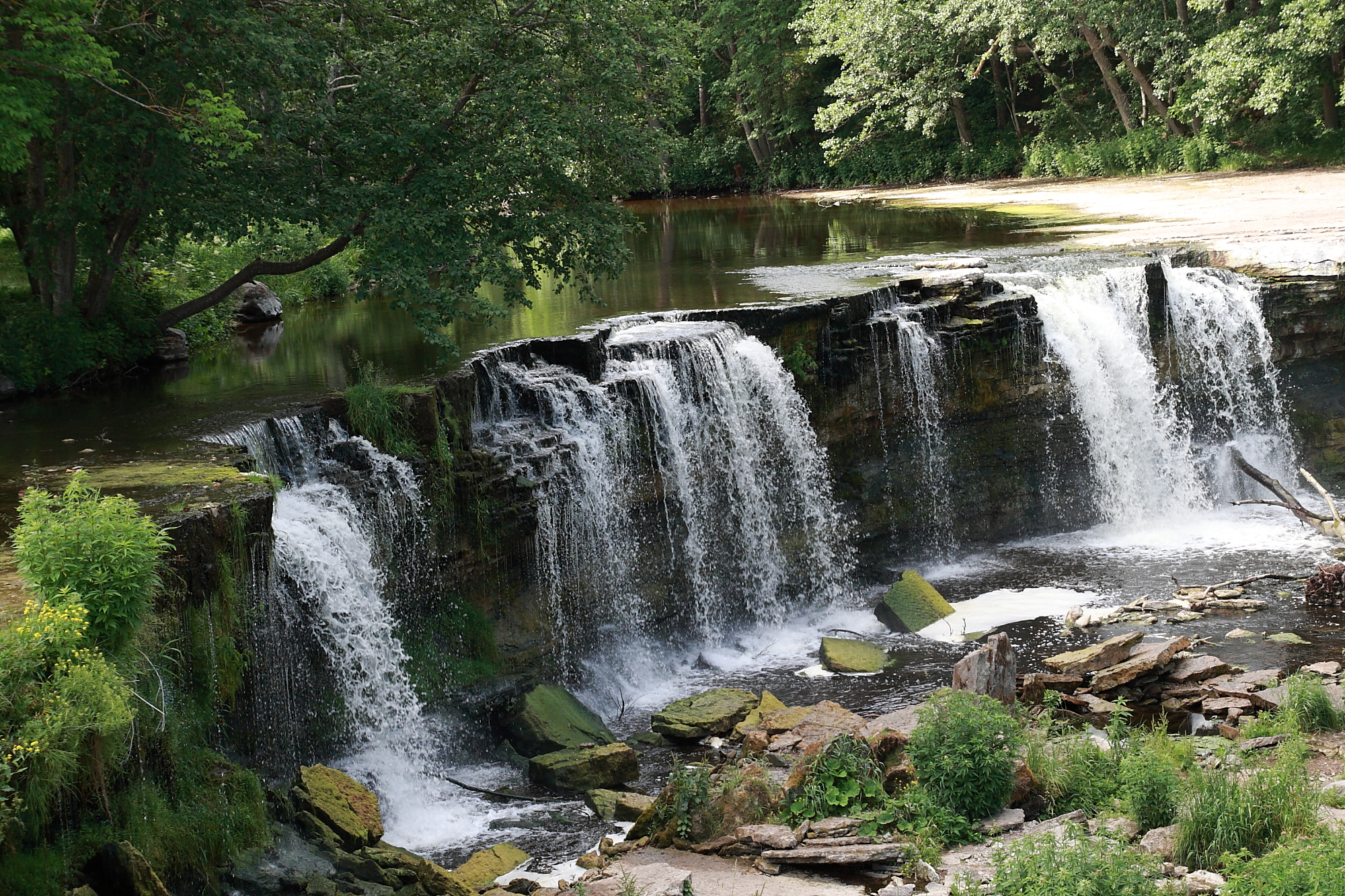
Keila-Wasserfall

Keila-Joa ist ein Großdorf (alevik) im estnischen Kreis Harju. Es gehört zur Landgemeinde Lääne-Harju (bis 2017  Landgemeinde Keila). Keila-Joa hat 378 Einwohner (Stand: 1. Januar 2004). Durch das Dorf fließt der Fluss Keila, der 1,7 Kilometer weiter in die Ostsee mündet.

## Gutshaus von Keila-Joa

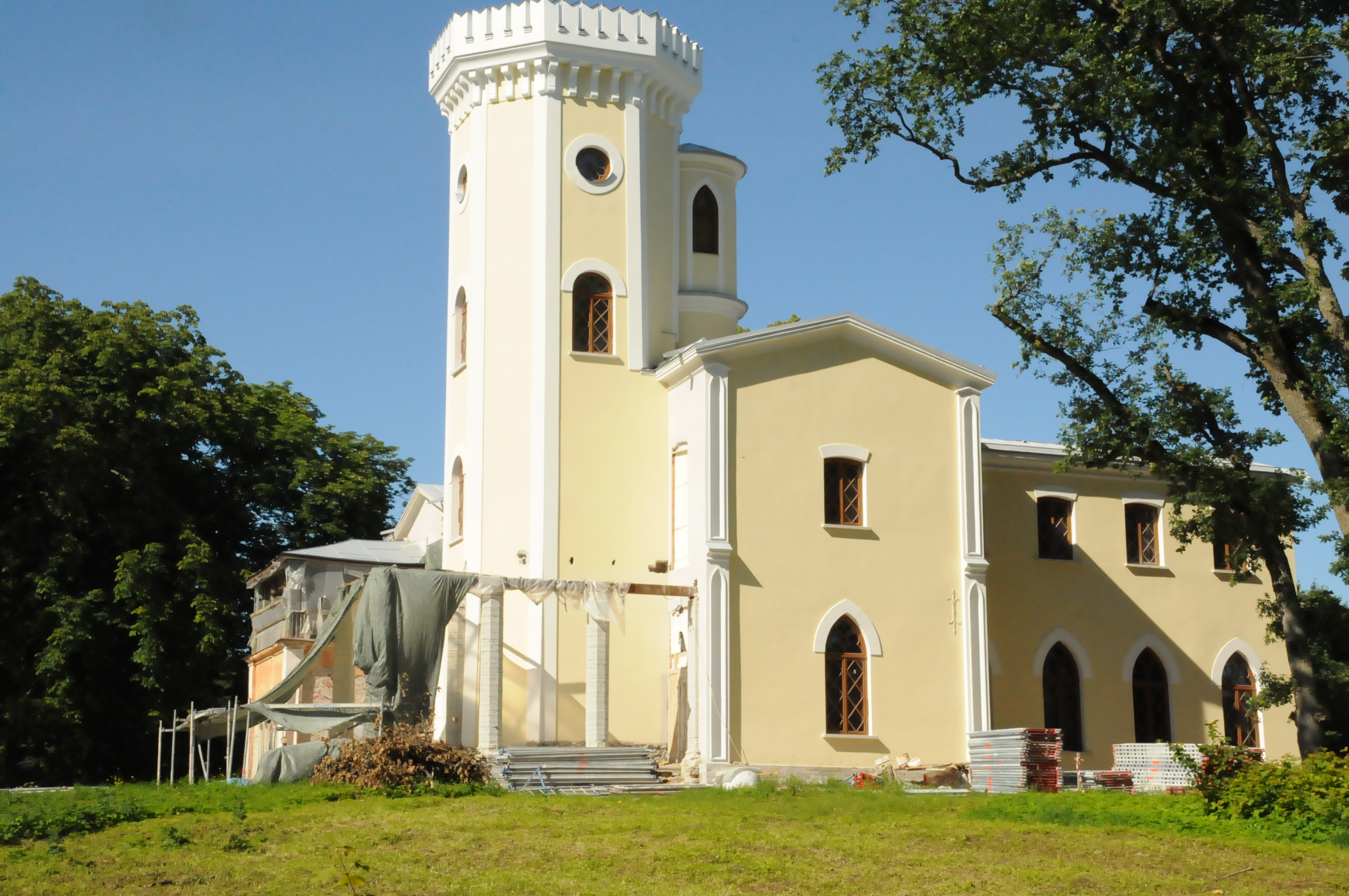
Gutshaus

Bereits um 1555 wird eine Wassermühle in Keila-Joa erwähnt, als diese mit den zugehörigen Ländereien durch den Ordensmeister Heinrich von Galen (1480–1557) an die Familie Neukirch verliehen wurde. Ein erstes Gutshaus wurde wohl im 17. Jahrhundert errichtet. Nach 1641 wechselte der Besitz an die Familien Baade, Wrangell, Tiesenhausen, von Dehn, von Pohlmann und von Berg. 1827 erwarb Graf Alexander von Benckendorff (1781–1844) das Gut, der es an seine Tochter vererbte. Diese trug es Fürst Gregori Petrowitsch Wolkonski (1808–1882) 1838 in die Ehe. Mit den zugehörigen Beigütern Merremois und Käsaldas, welche zusammen ein Majorat bildeten, blieb bis 1920 in Familienbesitz der Fürsten Wolkonski. Auch der Musikpädagoge Sergei Michailowitsch Wolkonski (1860–1937) wurde hier geboren.
Zu Zeiten der Unabhängigkeit Estlands diente es als Amtssitz des Außenministers und während der sowjetischen Besetzung Estlands diente es als Quartier der Roten Armee, die es vollkommen verwahrlosen ließ. Aus dieser Zeit stammen auch noch Soldatenunterkünfte in den Nebengebäuden und im Dorf selbst.
Das heutige Herrenhaus von Keila-Joa (estnisch Keila-Joa mõis, deutsch Schloss Fall) war das erste Gebäude des Historismus in Estland. Es wurde 1831–1833 nach Plänen des Architekten Andrei Stackenschneider aus Sankt Petersburg im neogotischen Stil gebaut. Das Herrenhaus ist von einem der schönsten Parks Estlands umgeben. Er ist 80,2 Hektar groß. In ihn ist der berühmte Keila-Wasserfall (Keila juga) eingebettet.
In jüngerer Zeit ist das Herrenhaus aufwendig restauriert und im Inneren rekonstruiert worden. Es beherbergt ein Restaurant und eine kleine Ausstellung. Ort ist ein beliebtes Ausflugsziel für die Einwohner Tallinns. Am Fluss finden zahlreiche Hochzeitsfeierlichkeiten statt. Auf dem Parkgelände befindet sich auch das Grab Alexander von Benckendorffs.

## Weblinks

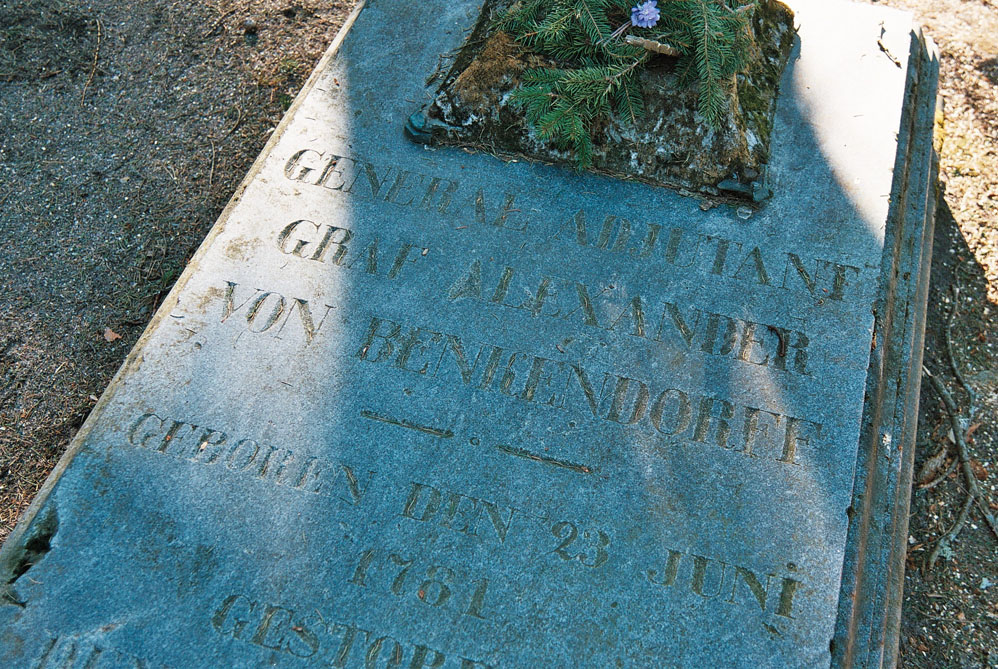
Grab des Grafen Benckendorff